# Wojna lorda Dunmore’a
Wojna lorda Dunmore'a 1763–1774 r. – konflikt białych z Indianami, wywołany nadawaniem przez lorda Dunmore'a z Wirginii praw osiedleńczych dla weteranów wojen indiańskich na ziemiach położonych na zachód od Appalachów. 
Polityka osiedlania doprowadziła do wybuchu licznych walk z zamieszkującymi te tereny Indianami. Walki z białymi przekształciły się stopniowo w walkę narodowowyzwoleńczą. Indianie z plemienia Szawanezów atakowali osadników na zajętych terenach, co skłoniło gubernatora Wirginii do wysłania im z pomocą 1500 ludzi z lokalnej milicji. Siły te pod wodzą Sir Williama Johnsona miały zapobiec też połączeniu się plemion Szawanezów z Irokezami. Do poważniejszego starcia doszło pod Point Pleasant, gdzie Indianie dowodzeni przez Hokoleskwę zaskoczyli oddział milicji, zabijając 50 i raniąc 100 ludzi. Walki toczyły się do roku 1774, w którym wódz Szawanezów zawarł ostatecznie pokój z gubernatorem.
Literatura
- Hintzen, William. The Border Wars of the Upper Ohio Valley (1769–1794). Manchester, CT: Precision Shooting Inc., 2001. ISBN 0-9670948-0-1
- Lewis, Virgil A. History of the Battle of Point Pleasant. Charleston, West Virginia: Tribune, 1909. Reprinted Maryland: Willow Bend, 2000. ISBN 1-888265-59-0.
- Randall, E. O. The Dunmore War. Columbus, Ohio: Heer, 1902.
- Smith, Thomas H., ed. Ohio in the American Revolution: A Conference to Commemorate the 200th Anniversary of the Ft. Gower Resolves. Columbus: Ohio Historical Society, 1976.